# Таємнича 2
Таємнича 2 — печера, що знаходиться в місті Чорткові Тернопільської області. Загальна довжина печери — 10 метрів.

## Історія відкриття
Перше повідомлення про печеру з'явилось в газеті «Голос народу» 16 серпня 2019 року Володимиром Добрянським — археологом Чортківщини.

## Дослідження
Печера має загальну довжину ходів 10 метрів й об’єм 7 м куб. Середня ширина проходів сягає 1,3, а висота — 0,7 метра. Загальна довжина блоку порожнини становить 6, а ширина — 3,5 метра.
Порожнина закладена у товщі твердих пісковиків, які обвалилися на краю стінки. Вхід знаходиться за 8 метрів до верху вертикальної стіни. Вхід у вигляді трапеції завширшки 1, висотою зліва 1,2 та справа 1 метр. 
У печері стеля та стіни гладкі, стеля і дно рівні.
Були знайдені палеонтологічні знахідки — це окремі кістки дрібних ссавців (стегнові, гомілкові, зуби, ребра, тазові та інші).